# Euprosopia longifacies
Euprosopia longifacies är en tvåvingeart som beskrevs av Friedrich Georg Hendel 1914. Euprosopia longifacies ingår i släktet Euprosopia och familjen bredmunsflugor.
Artens utbredningsområde är Taiwan. Inga underarter finns listade i Catalogue of Life.